# Austroponera

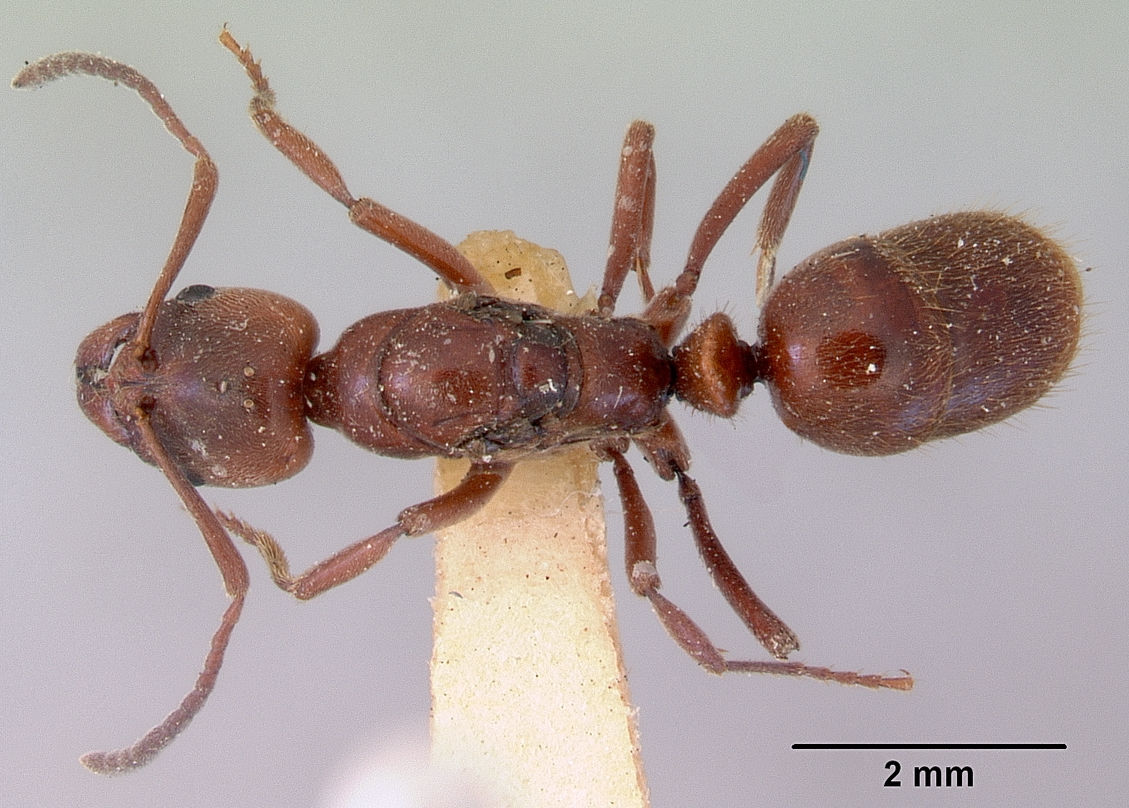
Austroponera castaneicolor

Austroponera (лат. ) — род муравьёв (Formicidae) из подсемейства Ponerinae. 3 вида. Австралия, Новая Зеландия.

## Описание
Мелкого размера муравьи коричневого или буровато-чёрного цвета. Длина около 5 мм.
Глаза средних размеров, расположены в переднебокой части головы. Усики 12-члениковые. Стебелёк между грудкой и брюшком состоит из одного узловидного членика петиоля. От других представителей подсемейства понерины отличается следующей комбинацией признаков: передний край клипеуса выпуклый, без антеромедиального выступа (наличник округлый у жвал), мандибулы субтреугольные, примерно с 10 зубчиками на жевательном крае и сравнительно короткие, вентральный край задних голеней с крупной гребенчатой шпорой и мелкой простой шпорой, проподеальное дыхальце округлое или яйцевидной формы. Проподеум без шипиков или зубцов. Брюшко с перетяжкой между 1-м (A3) и 2-м (A4) сегментами. Муравейники земляные или в древесине, семьи малочисленные с несколькими десятками муравьёв. Самки крылатые (у Austroponera castaneicolor) и эргатоидные (Austroponera castanea) (Wilson & Taylor, 1967)
.

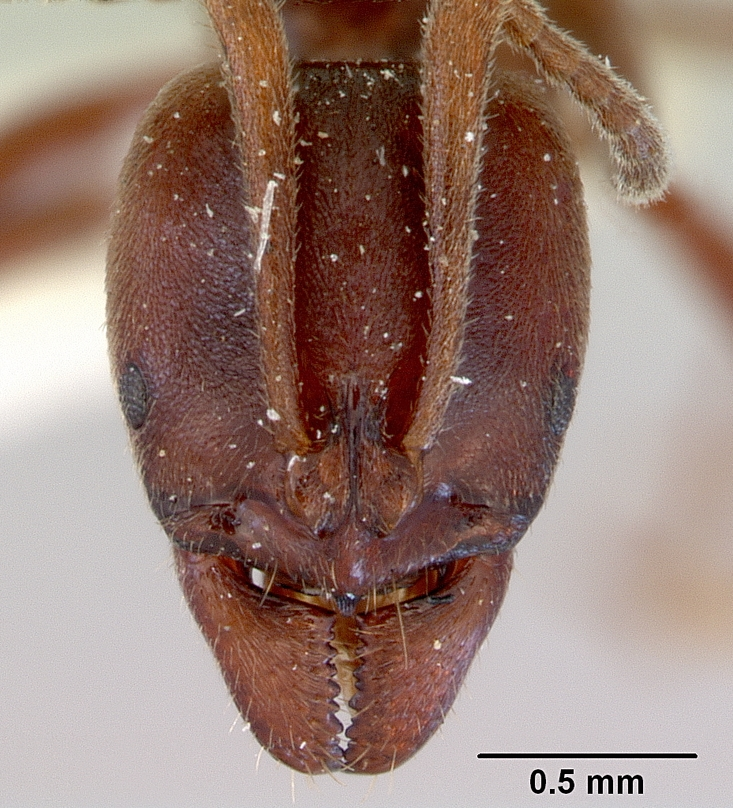
Austroponera castanea
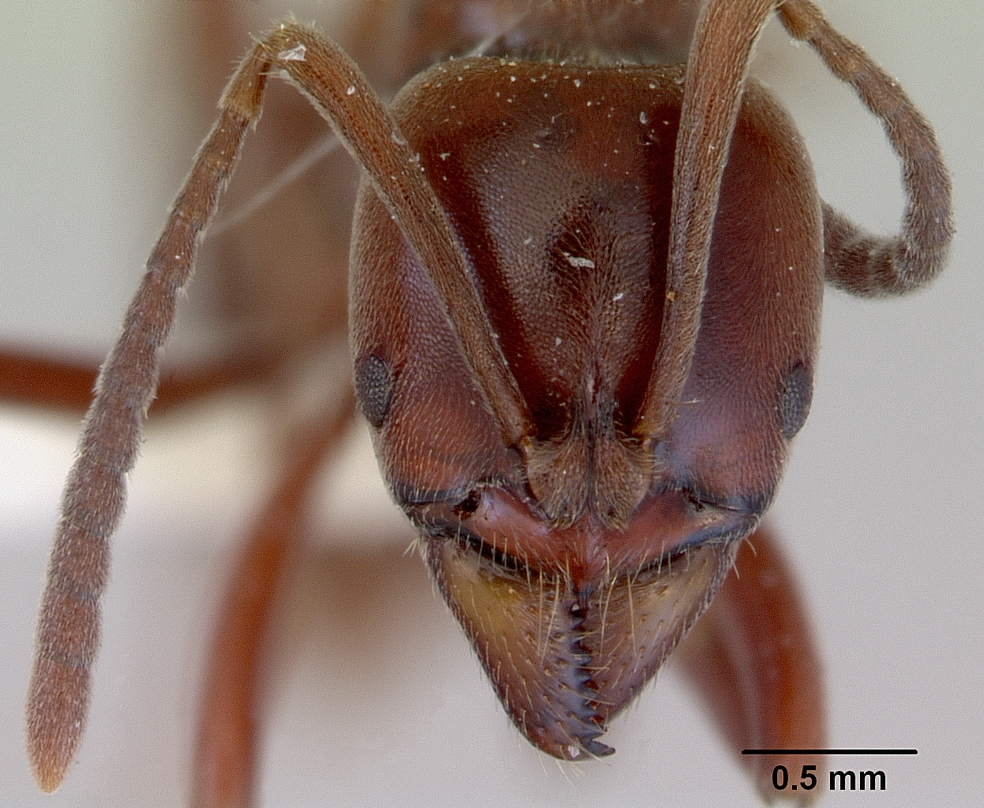
Austroponera castaneicolor

## Систематика
3 вида, которые ранее включались в состав других родов. 
Обладают сходством с несколькими родами трибы Ponerini, в том числе с Brachyponera, от которого отличается отсутствием базальной мандибулярной ямки или бороздки и наличием выступа (prora) на переднем краю 1-го брюшного стернита. От Cryptopone отличается отсутствием прямых отстоящих щетинок на средних голенях. От Mesoponera отличается укороченными мандибулами и округлым передним клипеальным краем на виде сбоку.
- Austroponera castanea (Mayr, 1865) — Новая Зеландия
  - =Euponera castanea striata Stitz, 1911
- Austroponera castaneicolor (Dalla Torre, 1893) — Новая Зеландия
  - =Ponera castaneaa Smith, F., 1876
- Austroponera rufonigra (Clark, 1934) — Австралия
  - =Euponera clarki Wheeler, W.M., 1934